# 5150
Albums de Van Halen
1984
(1984) OU812
(1988)
Singles
1. Why Can't This Be Love
Sortie : mars 1986
2. Dreams
Sortie : mai 1986
3. Love Walks In
Sortie : août 1986
4. Best of Both Worlds
Sortie : 1986
5. Summer Nights
Sortie : 1986

5150 est le septième album studio du groupe de hard rock américain Van Halen. Ce dernier est sorti le 24 mars 1986 et s'est vendu à plus de 6 000 000 exemplaires grâce aux singles Why Can't This Be Love?, Dreams, Love Walks In, Best of Both Worlds et Summer Nights. C'est également leur premier album avec le chanteur Sammy Hagar, qui remplace David Lee Roth. Cet album se situe dans la même lignée que 1984. Le synthétiseur est très présent, mais donne naissance à d'excellents titres, tels que Why Can't This Be Love, Dreams et Love Walks In. On retrouve également des titres hard rock comme Best Of Both Worlds ou 5150.
Le titre de cet album vient du nom du studio privé d'Edward Van Halen, situé à Studio City dans la banlieue de Los Angeles, où il a été enregistré. C'est aussi le code utilisé en Californie pour interner une personne dangereuse pour elle-même ou pour les autres (Involuntary psychiatric hold (en), équivalent en France à l'hospitalisation à la demande d'un tiers).

## Liste des titres
Tous les titres sont signés par Edward Van Halen, Sammy Hagar, Michael Anthony et Alex Van Halen
| No | Titre                  | Durée |
| -- | ---------------------- | ----- |
| 1. | Good Enough            | 4:00  |
| 2. | Why Can't This Be Love | 3:45  |
| 3. | Get Up                 | 4:35  |
| 4. | Dreams                 | 4:54  |
| 5. | Summer Nights          | 5:04  |
| 6. | Best of Both Worlds    | 4:49  |
| 7. | Love Walks In          | 5:09  |
| 8. | 5150                   | 5:44  |
| 9. | Inside                 | 5:02  |

## Personnel
- Sammy Hagar - chant, guitare
- Edward Van Halen - guitare, claviers, chœurs
- Michael Anthony - basse, chœurs
- Alex Van Halen - batterie

## Charts

### Album
Charts
| Pays                                 | Durée du classement | Meilleur classement | Date          |
| ------------------------------------ | ------------------- | ------------------- | ------------- |
| Allemagne (GfK Entertainment)        | 27 semaines         | 11e                 | 16 juin 1986  |
| Autriche (Ö3 Austria Top 40)         | 4 semaines          | 13e                 | 15 mai 1986   |
| Canada (RPM)                         | 47 semaines         | 2e                  | 10 mai 1986   |
| États-Unis (Billboard 200)           | 65 semaines         | 1er                 | 26 avril 1986 |
| Norvège (VG-lista)                   | 10 semaines         | 5e                  | 21 avril 1986 |
| Nouvelle-Zélande (RMNZ Albums Top40) | 9 semaines          | 13e                 | 11 mai 1986   |
| Pays-Bas (MegaCharts)                | 14 semaines         | 30e                 | 31 mai 1986   |
| Royaume-Uni (UK Albums Chart)        | 18 semaines         | 16e                 | 13 avril 1986 |
| Suède (Sverigetopplistan)            | 7 semaines          | 2e                  | 30 avril 1986 |
| Suisse (Schweizer Hitparade)         | 8 semaines          | 16e                 | 20 avril 1986 |

Certifications
| Pays        | Ventes      | Certification | Date            |
| ----------- | ----------- | ------------- | --------------- |
| Allemagne   | Or          | 250 000 +     | 1993            |
| Australie   | 2 × Platine | 140 000 +     | 1996            |
| Canada      | 3 × Platine | 300 000 +     | 23 octobre 1986 |
| États-Unis  | 6 × Platine | 6 000 000 +   | 12 mai 2004     |
| Royaume-Uni | Argent      | 60 000 +      | 3 juin 1986     |

### Singles
| Single                 | Chart                    | Durée du classement | Position | Date            |
| ---------------------- | ------------------------ | ------------------- | -------- | --------------- |
| Why Can't This be Love | (Hot 100)                | 16 semaines         | 3e       | 17 mai 1986     |
| Why Can't This be Love | (Mainstream Rock Tracks) | 13 semaines         | 1er      | 5 avril 1986    |
| Why Can't This be Love | (Single Top 100)         | 16 semaines         | 8e       | 16 juin 1986    |
| Why Can't This be Love | (ARIA Charts)            | 13 semaines         | 8e       | 9 juin 1986     |
| Why Can't This be Love | (RPM Top Singles)        | 20 semaines         | 13e      | 26 avril 1986   |
| Why Can't This be Love | (IRMA)                   | 4 semaines          | 8e       | 22 mai 1986     |
| Why Can't This be Love | (RMNZ Singles Top40)     | 7 semaines          | 32e      | 25 mai 2023     |
| Why Can't This be Love | (Single Top 100)         | 11 semaines         | 15e      | 7 février 1987  |
| Why Can't This be Love | (UK Singles Chart)       | 15 semaines         | 8e       | 18 mai 1986     |
| Why Can't This be Love | (Sverigetopplistan)      | 7 semaines          | 11e      | 28 mai 1986     |
| Best of Both Worlds    | (Mainstream Rock Tracks) | 14 semaines         | 12e      | 24 mai 1986     |
| Dreams                 | ([Hot 100)               | 14 semaines         | 22e      | 19 juillet 1986 |
| Dreams                 | (Mainstream Rock Tracks) | 18 semaines         | 6e       | 28 juin 1986    |
| Dreams                 | ([Single Top 100)        | 6 semaines          | 53e      | 18 août 1986    |
| Dreams                 | (RPM Top Singles)        | 7 semaines          | 85e      | 12 juillet 1986 |
| Dreams                 | (UK Singles Chart)       | 4 semaines          | 62e      | 13 juillet 1986 |
| Love Walks In          | (Hot 100)                | 15 semaines         | 22e      | 4 octobre 1986  |
| Love Walks In          | (Mainstream Rock Tracks) | 23 semaines         | 4e       | 9 août 1986     |
| Love Walks In          | (RPM Top Singles)        | 7 semaines          | 65e      | 4 octobre 1986  |
| Summer Nights          | (Mainstream Rock Tracks) | 9 semaines          | 33e      | 16 août 1986    |